# 普卢盖内韦勒
普卢盖内韦勒（法語：Plouguernével，法語發音：[pluɡɛʁnevɛl]）是法国阿摩尔滨海省的一个市镇，位于该省西南部，属于甘冈区。

## 地理
普卢盖内韦勒（48°14'25"N, 3°15'22"W）面积41.6 平方千米，位于法国布列塔尼大區阿摩尔滨海省，该省份为法国西北部沿海省份，位于布列塔尼半岛北部，北濒大西洋英吉利海峡，西接菲尼斯泰尔省，南至莫尔比昂省，东临伊勒-维莱讷省。
与普卢盖内韦勒接壤的市镇（或旧市镇、城区）包括：罗斯特勒南、古阿雷克、凯尔格里斯特-莫埃卢、梅利奥内克、普莱洛夫、普卢内韦坎坦、圣特雷菲娜。

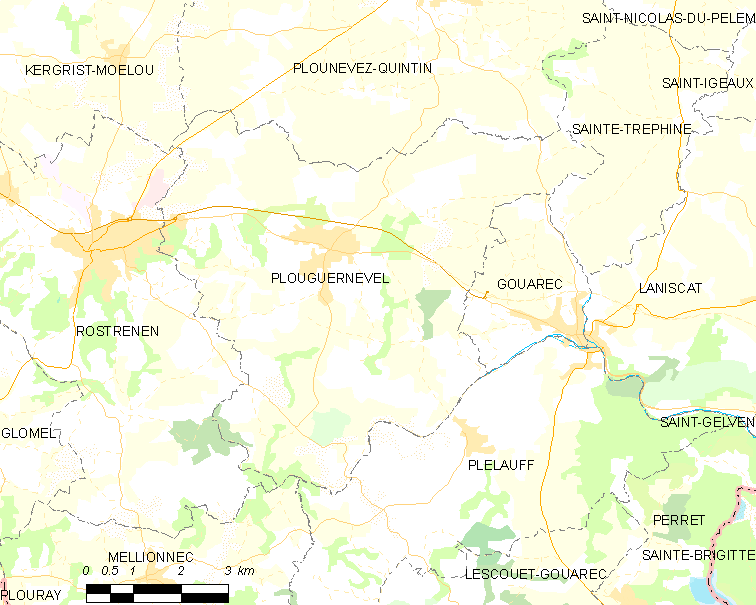
普卢盖内韦勒的OSM定位图

普卢盖内韦勒的时区为UTC+01:00、UTC+02:00（夏令时）。

## 行政
普卢盖内韦勒的邮政编码为22110，INSEE市镇编码为22220。

## 政治
普卢盖内韦勒所属的省级选区为罗斯特勒南县。

## 人口

1962-2008年间普卢盖内韦勒人口变化图示

普卢盖内韦勒于2022年1月1日时的人口数量为1602人。